# Ova, Ereğli

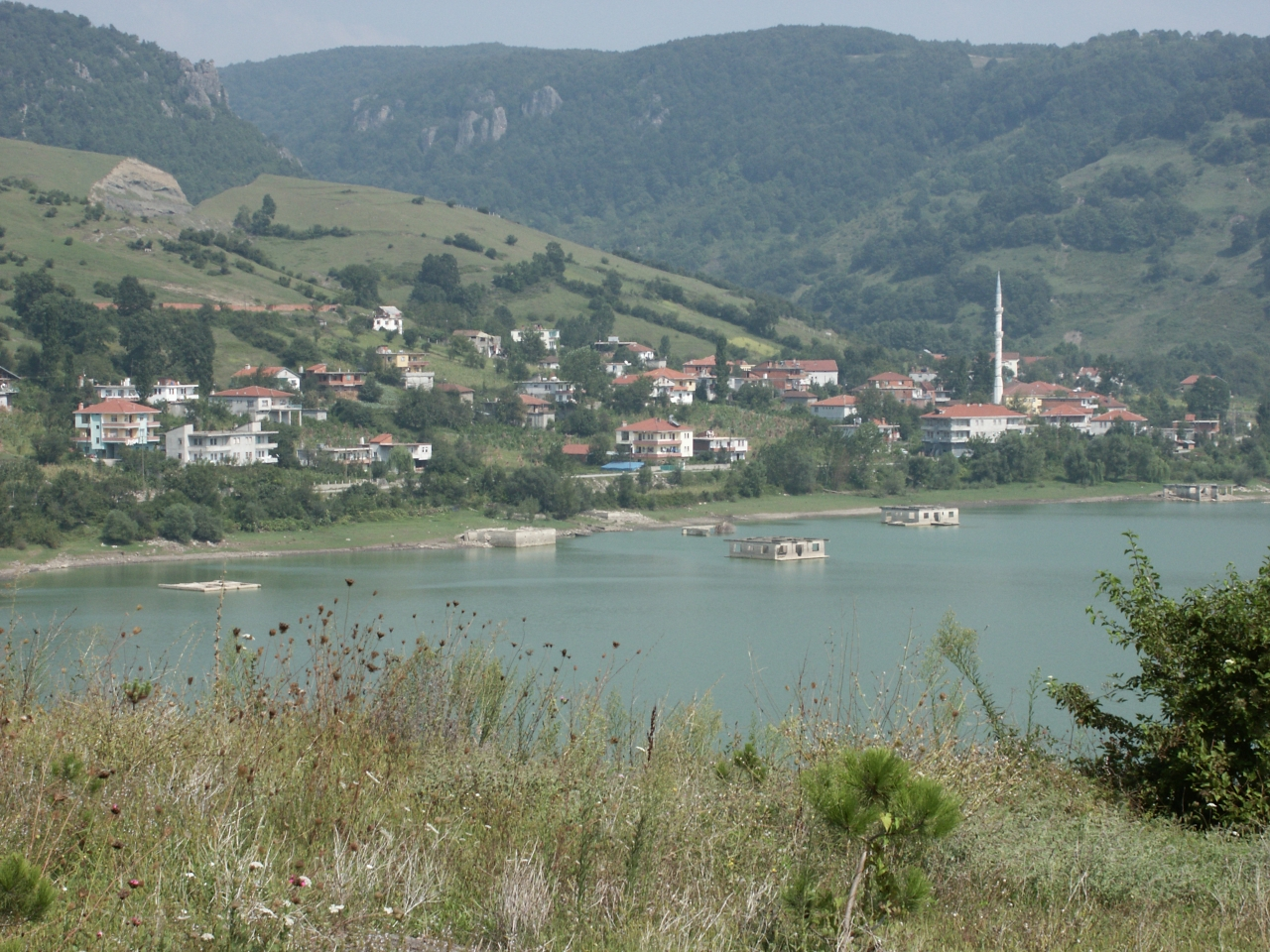
A view of Ova village

Ova là một xã thuộc huyện Ereğli, tỉnh Zonguldak, Thổ Nhĩ Kỳ. Dân số thời điểm năm 2011 là 417 người.